# Fighting Beat 2
Fighting Beat 2 (Alternativtitel: Raging Phoenix, Thai: จีจ้า ดื้อ สวย ดุ) ist ein thailändischer Martial-Arts-Film aus dem Jahr 2009 mit Yanin „Jeeja“ Vismistananda in ihrer zweiten Hauptrolle. 

## Handlung
Deu wird in einem Parkhaus beinahe entführt, aber Sanim rettet sie. Zusammen mit seinen Teamkollegen kommen sie der Jaguar-Gang auf die Schliche, die sich auf das Kidnapping junger Frauen spezialisiert hat.
Die Gang entführt nur Frauen mit einem bestimmten „Geruch“, den auch Deu hat. Die Substanz aus den Tränen dieser Frauen soll nämlich beste Gesundheit versprechen. Um deren Versteck zu finden, wird Deu als Lockvogel benutzt. Die Operation gelingt; sie enttarnen deren Lager und befreien die Frauen. 
Beflügelt vom Erfolg, versucht Deu, im Alleingang ein anderes Versteck zu finden, wird aber selbst gefangen. Ihre Kameraden starten eine spektakuläre Rettungsaktion.

## Veröffentlichung in Deutschland
In Deutschland erschien der Film am 14. Januar 2011 unter dem Titel Fighting Beat 2 auf DVD. Die FSK-18-Uncut-Version hat 113 Minuten, die geschnittene FSK-16 hat 109 Minuten.